# Воложинская иешива
Воло́жинская иеши́ва — иешива в городе Воложин. Известна также как «Эм Ха-Ешивот» (ивр. «мать иешив»). Была открыта в 1803 году.

## История
В период расцвета в Воложинской иешиве учились более 400 учеников со всей Российской империи. В 1896 году была официально закрыта, так как российское правительство потребовало введения русского языка в программу преподавания, изучения светских предметов и ограничения учёбы до 10 часов.
Де-факто существовала до 1939 года. Воложинская иешива стала прототипом большинства литовских иешив мира.

## Главы иешивы
Иешиву возглавляли (в хронологическом порядке):
1. Хаим из Воложина (Хаим Воложинер)
2. Ицхок из Воложина (Ицхок Воложинер)
3. Нафтали Цви Иеуда Берлин (первое время — совместно с Йосефом Дов-Бер Соловейчиком)
4. Рефаэл Шапиро

## Знаменитые студенты
- Высоцкий, Вульф Янкелевич — купец 1-й гильдии, основатель чаеторговой фирмы «В. Высоцкий и К°»
- Авраам Ицхак Кук (1865—1935) — первый главный ашкеназский раввин Страны Израиля, создатель философии религиозного сионизма
- Менделе Мойхер-Сфорим — писатель
- Ицхок-Лейбуш Перец — писатель
- Хаим-Нахман Бялик — поэт
- Айзик Дик — писатель
- Яков Динезон — писатель
- Шмуэль Могилевер — основатель религиозного течения в сионистском движении
- Элиэзер Бен-Йехуда — пионер возрождения иврита
- Йосеф-Гдалья Клаузнер — литературовед и лингвист
- Шимен Диманштейн — историк, педагог, советский государственный деятель
- Бен-Цион Динур — израильский государственный и общественный деятель, историк

## Галерея
- Здание бывшей иешивы в Воложине.
- Здание бывшей иешивы в Воложине.
- Воложинская иешива. Анатолий Наливаев, 1964, темпера.
- Воложинская иешива. Анатолий Наливаев, 1967, темпера.